# Хризостом (Папатомас)
Митрополи́т Хризосто́м Папатома́с (греч. Μητροπολίτης Χρυσόστομος Παπαθωμάς; 14 декабря 1970, Ларнакас-тис-Лапиту, район Кирения) — епископ Кипрской православной церкви, митрополит Киринийский, ипертим и экзарх Лапитоса и Караваса.
Тезоименитство — 27 августа (священномученика Хризостома Смирнского).

## Биография
Родился 14 декабря 1970 года в кипрской деревне Ларнака Лапифская (Λάρνακας τῆς Λαπήθου) близ города Киринии в большой семье Фомы и Андрулы Папафомас.
После оккупации Турцией северной части Кипра, его семья вынужденно переселилась в Анфополь, пригород Левкосии (Никосии), где он получил среднее образование.
В 1988—1990 годах служил в Кипрской армии.
В 1990—1994 годах обучался на богословском факультете Университете Аристотеля в Салониках, бакалавр богословия.
В 1994—1995 годах продолжил обучение в аспирантуре Дарэмского университета в Англии, изучая православное богослужение, патрологию, историю Ветхого и Нового Завета, еврейский, арамейский, сирийский языки по программе Эразмус.
В 1995—1998 годах преподавал в Американской академии в Левкосии.
В 1998—2000 годах после обучения в Высшем православном богословском институте последипломного образования при Православном центре Константинопольского Патриархата в Шамбези (Швейцария) по стипендиальной программе правительства Греции защитил на Богословском факультете Фрибургского университета (Швейцария) работу «La transmission des Dix Commandements d’après le récit de l’Ancien Testament» («Передача десяти заповедей согласно тексту Ветхого Завета»), после чего Патриархом Варфоломеем ему присвоено звание магистра православного богословия. Прошел обучение в Университете в Женеве (Швейцария) по стипендиальной программе митрополита Швейцарского и при поддержке архиепископа Кипрского.
8 апреля 2001 был рукоположен во диакона на подворье Киккского монастыря в Никосии с наречением имени Хризостом в честь Хризостома Смирнского.
В 2001—2004 годах изучал немецкий язык по стипендии Киккского монастыря и Австрийской митрополии в высшей школе Венского университета (Aνώτατη Σχολή Πανεπιστημίου Bιέννης), обучался на богословском факультете Венского университета со стипендией Киккского монастыря. В тот же период служил архидиаконом Австрийской митрополии при митрополите Михаиле (Стаикосе).
В 2004—2007 годах служил диаконом на подворье Киккского монастыря и работал учителем средней школы в Левкосии.
8 сентября 2007 года митрополитом Киккским и Тиллерийским Никифором (Киккотисом) рукоположен в сан пресвитера и возведён в сан архимандрита с назначением настоятелем монастыря Архангела Михаила. Одновременно работал в Культурном Центре при монастыре и преподавал в Английской школе в Левкосии.
Участвовал в многочисленных международных конференциях, работал в составе церковных делегаций и миссий, является членом многих богословских организаций, а также организаций в области мира и безопасности во всем мире.
24 ноября 2011 года решением Священного Синода Кипрской православной церкви был избран митрополитом Киринийским.
10 декабря того же года в Никосии состоялась его епископская хиротония с возведением в сан митрополита, которую совершили: архиепископ Новой Юстинианы и всего Кипра Хризостом II, митрополит Родосский Кирилл (Коеракис) (Константинопольский патриархат), митрополит Киринский Афанасий (Киккотис) (Александрийский патриархат), митрополит Вострский Тимофей (Маргаритис) (Иерусалимский Патриархат) и члены Священного Синода Кипрской православной церкви. В тот же день состоялась его интронизация.
Был одним из шести иерархов Кипрской церкви, которые 18 декабря 2022 года были кандидатами в выборах нового предстоятеля, после смерти архиепископа Хризостома II. Набрал 3,24% голосов, занял последнее, шестое место и таким образом не прошёл в второй тур выборов из трёх кандидатов.